# مجید آسودگان
مجید آسودگان طراح ، نویسنده، کارگردان و مدرس فیلمنامه نویسی در دانشکده سینما و تئاتر دانشگاه هنر تهران است.

## تحصیلات
- دانش‌آموخته مقطع کارشناسی رشته سینما از دانشکده سینما و تئاتر دانشگاه هنر تهران
- دانش‌آموخته مقطع کارشناسی ارشد ادبیات نمایشی از دانشگاه تربیت مدرس
- تحصیلات ناتمام در مقطع دکترای رشته جامعه‌شناسی

## فیلمنامه‌نویسی
- گیلدخت  (نویسنده و طراح/ به کارگردانی مجید اسماعیلی و تهیه کنندگی محمد رضا شفیعی)
- پشت دروازه بهشت- رهایی از بهشت- به کارگردانی علی نوری اسکویی
- The Whale  Boy به سفارش شرکت stunningmedia محصول مشترک ایران و چین (در حال تولید)[۱]
- مشاوره فیلم نامه و دستیار بخش ایران فیلم سینمایی درخت گردو (فایسال سوسیال) محصول مشترک ایران و ترکیه
- سینمایی Seven Labors به سفارش شرکت stunningmedia (با عنوان اولیه Seven Labors of Rostam[۲]
- سینمایی حس هفتم (شاهد احمدلو) و تهیه‌کنندگی حسین طاهری
- سینمایی خاطره ساز به تهیه‌کنندگی علی آشتیانی پور
- سریال آشپزنامه به سفارش مرکز گسترش فیلمنامه‌نویسی سازمان صدا و سیما و مرکز فیلم و سریال برون مرزی[۳]
- سریال همه خانواده من (داریوش فرهنگ) به سفارش مرکز سیما فیلم[۴]
- سریال رنگ شک با همکاری فریبرز عرب‌نیا به سفارش مرکز سیما فیلم (طراح داستان)
- سریال پلیس‌های جوان به تهیه کنندگی حسین طاهری (پخش به صورت ۷ تله فیلم از شبکه دو سیما / طراح داستان و سرپرست نویسندگان)
- سریال پیش از طلوع به سفارش مرکز گسترش فیلمنامه‌نویسی سازمان صدا و سیما[۵]
- سریال تهران آینده به سفارش اداره کل طرح و برنامه معاونت سیما (سرپرست نویسندگان سریال ۹۰ قسمتی)
- ترس و لرز (محمدرضا اعلامی
- سریال چادر گلدار به سفارش گروه فیلم و سریال شبکه اول (محسن یوسفی)
- سریال راه و بی راه(داود بیدل و داود اسدی پور) به سفارش گروه فیلم و سریال شبکه اول
- جذر و مد (محمد حسین غضنفری
- فولاد سرد (شاهرخ دولکو
- یک روز طولانی (مسعود رشیدی
- صفر مرزی (حسین تبریزی) به سفارش معاونت برون مرزی صدا و سیما

## کارگردانی و تدریس
- مدرس دروس فیلمنامه‌نویسی، نویسندگی خلاق، کارگردانی و … در دانشگاه‌ها  مختلف از جمله دانشکده سینما و تئاتر دانشگاه هنر، دانشگاه سوره، حوزه هنری و ..
- تله فیلم بازگشت محصول مرکز سیما فیلم (نویسنده و کارگردان)
- کارگردان هنری بیش از ۵۰۰۰ دقیقه برنامه تلویزیونی در شبکه‌های مختلف سیما
- کارگردانی بیش از ۳۰ مستند بلند و نیمه بلند
- طراح و کارگردان مستند سینمایی ضد رؤیا (1383-1404) به همراه مجموعه مستند 100 قسمتی ضد رویا
- کارگردان هنری، نویسنده و تهیه‌کننده ۳۰ انیمیشن کوتاه و موشن گرافیک
- ساخت بیش از ۱۰۰ تیزر و کلیپ تبلیغاتی
- داوربخش داستان و رمان اولین جایزه کتاب روایت پیشرفت[۶]